# فرودگاه ال مونته
فرودگاه ال مونته (به انگلیسی: El Monte Airport) یک فرودگاه با کد یاتا EMT است که یک باند فرود آسفالت دارد و طول باند آن ۱۲۱۸ متر است. این فرودگاه در شهر ال مونته، کالیفرنیا کشور ایالات متحده آمریکا قرار دارد .